# Symmoriiformes
De Symmoriiformes zijn een orde van uitgestorven Holocephali. Oorspronkelijk genaamd Symmoriida door Zangerl (1981), zijn ze later bekend geworden onder verschillende andere namen. Lund (1986) maakte de groep synoniem aan de Cladodontida, terwijl Maisey (2008) de naam corrigeerde naar Symmoriiformes om te voorkomen dat die werd aangezien voor een familie. De symmoriiforme fossielen verschenen aan het begin van het Carboon. De meeste stierven uit aan het begin van het Perm, maar Dwykaselachus is bekend uit het Artinskien-Kungurien van Zuid-Afrika. Tanden beschreven van het Valanginien van Frankrijk en Oostenrijk geven aan dat leden van de familie Falcatidae mogelijk hebben overleefd tot het Vroeg-Krijt; er werd echter ook beweerd dat deze tanden waarschijnlijker neoselachische tanden waren.

## Fossiele verspreiding
Fossiele bewijzen van Symmoriida zijn gevonden in Bear Gulch, Fergus County, Montana, Bethel Quarry, Pike County, Indiana, Kinshozan steengroeve, Alaska, Gifu Prefecture, Japan, Basjkirostan, Russische Federatie en mogelijk ook Frankrijk.

## Fylogenie
De Symmoriiformes zijn toegewezen aan de Cladoselachii door Goto et alii (1988), aan Elasmobranchii door Williams (1998) en aan Chondrichthyes door Sepkoski in 2002 en door Maisey in 2008.
De ongeplette hersenpan van Dwykaselachus geeft aan dat symmoriiformen lid zijn van Holocephali, aangezien veel van de interne anatomie, inclusief het otische labyrint en de configuratie van de hersenholte vergelijkbaar zijn met die van chimaera's.